# جام حذفی فوتبال آلمان
جام حذفی فوتبال آلمان (به آلمانی: DFB-Pokal) سری مسابقات حذفی در فوتبال کشور آلمان است که هر ساله توسط فدراسیون فوتبال آلمان (DFB) برگزار می‌شود. 
این مسابقات از سال ۱۹۳۵ میلادی با حضور ۶۴ تیم تاکنون برگزار می‌شود که شامل تمام باشگاه های بوندس‌لیگا و بوندس‌لیگا ۲ به همراه چهار تیم برتر از لیگا ۳ می شود
پر تماشاگرترین مسابقه تاریخ جام حذفی بین دو تیم بروسیا دورتموند و کارل زایس ینا در ۱۸ مارس ۲۰۰۸ برگزار شد.

## قهرمانی بر پایه باشگاه
| باشگاه                | قهرمانی | نایب قهرمانی | سال‌های قهرمانی |
| --------------------- | ------- | ------------ | --- |
| بایرن مونیخ           | ۲۰      | ۴            | ۱۹۵۷, ۱۹۶۶, ۱۹۶۷, ۱۹۶۹, ۱۹۷۱, ۱۹۸۲, ۱۹۸۴, ۱۹۸۶, ۱۹۹۸, ۲۰۰۰, ۲۰۰۳, ۲۰۰۵, ۲۰۰۶, ۲۰۰۸, ۲۰۱۰, ۲۰۱۳, ۲۰۱۴, ۲۰۱۶, ۲۰۱۹, ۲۰۲۰ |
| وردربرمن              | ۶       | ۴            | ۱۹۶۱, ۱۹۹۱, ۱۹۹۴, ۱۹۹۹, ۲۰۰۴, ۲۰۰۹                                                                                     |
| شالکه ۰۴              | ۵       | ۷            | ۱۹۳۷, ۱۹۷۲, ۲۰۰۱, ۲۰۰۲, ۲۰۱۱                                                                                           |
| بروسیا دورتموند       | ۵       | ۵            | ۱۹۶۵, ۱۹۸۹, ۲۰۱۲, ۲۰۱۷، ۲۰۲۱                                                                                           |
| آینتراخت فرانکفورت    | ۵       | ۴            | ۱۹۷۴, ۱۹۷۵, ۱۹۸۱, ۱۹۸۸, ۲۰۱۸                                                                                           |
| کلن                   | ۴       | ۶            | ۱۹۶۸, ۱۹۷۷, ۱۹۷۸, ۱۹۸۳                                                                                                 |
| اشتوتگارت             | ۴       | ۳            | ۱۹۵۴, ۱۹۵۸, ۱۹۹۷, ۲۰۲۵                                                                                                 |
| نورنبرگ               | ۴       | ۲            | ۱۹۳۵, ۱۹۳۹, ۱۹۶۲, ۲۰۰۷                                                                                                 |
| هامبورگ               | ۳       | ۳            | ۱۹۶۳, ۱۹۷۶, ۱۹۸۷ |
| بروسیا مونشن‌گلادباخ   | ۳       | ۲            | ۱۹۶۰, ۱۹۷۳, ۱۹۹۵ |
| کایزرسلاوترن          | ۲       | ۶            | ۱۹۹۰, ۱۹۹۶ |
| فورتونا دوسلدورف      | ۲       | ۵            | ۱۹۷۹, ۱۹۸۰ |
| بایر لورکوزن          | ۲       | ۳            | ۱۹۹۳, ۲۰۲۴ |
| کارلسروهه             | ۲       | ۲            | ۱۹۵۵, ۱۹۵۶ |
| لایپزیگ               | ۲       | ۲            | ۲۰۲۲, ۲۰۲۳ |
| درسدنر                | ۲       | –            | ۱۹۴۰, ۱۹۴۱ |
| مونیخ ۱۸۶۰            | ۲       | –            | ۱۹۴۲, ۱۹۶۴ |
| روت‌وایس اسن           | ۱       | ۱            | ۱۹۵۳ |
| وولفسبورگ             | ۱       | ۱            | ۲۰۱۵ |
| اوردینگن ۰۵           | ۱       | –            | ۱۹۸۵ |
| هانوفر ۹۶             | ۱       | –            | ۱۹۹۲ |
| لوکوموتیو لایپزیگ     | ۱       | –            | ۱۹۳۶ |
| کیکرز اوفنباخ         | ۱       | –            | ۱۹۷۰ |
| راپید وین             | ۱       | –            | ۱۹۳۸ |
| شوارتزوایس اسن        | ۱       | –            | ۱۹۵۹ |
| فرست ویینا            | ۱       | –            | ۱۹۴۳ |
| دویسبورگ              | –       | ۴            | – |
| آلمانیا آخن           | –       | ۳            | – |
| بوخوم                 | –       | ۲            | – |
| هرتابرلین             | –       | ۲            | – |
| Borussia Neunkirchen  | –       | ۱            | – |
| انرژی کوتبوس          | –       | ۱            | – |
| اس‌سی فورتونا کلن      | –       | ۱            | – |
| اف‌اس‌وی فرانکفورت      | –       | ۱            | – |
| فرایبورگ              | –       | ۱            | – |
| Hertha BSC II         | –       | ۱            | – |
| Luftwaffen-SV Hamburg | –       | ۱            | – |
| Stuttgarter Kickers   | –       | ۱            | – |
| یونیون برلین          | –       | ۱            | – |
| Waldhof Mannheim      | –       | ۱            | – |